# Kırdök, Çiçekdağı
Kırdök là một xã thuộc huyện Çiçekdağı, tỉnh Kırşehir, Thổ Nhĩ Kỳ. Dân số thời điểm năm 2010 là 137 người.